# Saldeja
Saldeja je imaginarna država iz svijeta epske fantastike Točak vremena. Saldeja se nalazi na sjeverozapadu svijeta i graniči se sa Pustoši, zemljom Mračnog. Znak Saldeje su tri srebrne ribe. Glavni grad je Maradon. Vladar je kraljica Tenobija. Saldeja je prostrana država. Proteže  do rijeke Arinel i sjevernih dijelova Crnih planina. Saldejci su strašni kada se razjare u borbi. Nevjerovatni su konjanici, kakvih nigdje nema. Imaju najbolju laku konjicu na svijetu. Saldeju brani Maršal-general. Saldeja ima veliku trgovinu krznom i začinima.

## Sa'sara
Uprkos njihovoj inače znatnoj moralnosti, Saldejke mogu biti vanredno senzualne. Dvorske dame su poznate po suptilnosti njihovog zavođenja, koristeći jezik lepeza za saopštavanje svojih namjera potencijalnom udvaraču. Zloglasni ples sa’sara je zabranjen od strane velikog broja saldejskih kraljica zbog njegove nepristojnosti, ali i pored toga skoro sve plemkinje znaju da ga igraju, premda će samo nekoliko to potvrditi i u javnosti. Sa’sara, kada je pleše neko ko zna  pokrete, umije da natjera muškarčevu krv da proključa.  Istorija Saldeje beleži tri rata, dve bune i četrdeset sedam saveza i svađi između plemićkih kuća, isto tako kao i nebrojene dvoboje, izazvanih zbog žena koje su plesale sa’saru. Postoji čak i priča o poraženoj kraljici koja je ugušila bunu plešući sa’saru za pobjedničkog generala. Priča se da je on oženio njom.

## Literatura
- Robert Jordan's The Wheel of Time series Архивирано на веб-сајту  (5. март 2013)
- [мртва веза]